# Poliamin
Poliamin je organsko jedinjenje koje ima dve primarne amino grupe .
Ova klasa jedinjenja obuhvata nekoliko sintetičkih supstanci koje su važne sirovine u hemijskoj industriji, kao što su etilen diamin-H-, 1,3-diaminopropan-H-, i heksametilenediamin-H-. Ona takođe obuhvata mnoge supstance koje imaju važne uloge u eukariotskim i prokariotskim ćelijama, kao što su putrescin-H-, kadaverin-H-, spermidin-H-, i spermin-H-. 
Geminalni diamin, jedinjenje sa dve ili više nesupstituisanih grupa-–NH- na istom ugljeniku nije poznato. Supstituisani derivati su poznati, npr. tetraetilmetilendiamin,-(C-.
Ciklen je glavni predstavnik klase cikličnih poliamina. Polietilen amin je polimer baziran ja aziridinskom monomeru.

## Spoljašnje veze
- Poliamini u ciklusu ćelijske proliferacije i smrti
- Ornitin dekarboksilaza Архивирано на веб-сајту  (14. мај 2011)